# 長浦京
長浦 京（ながうら きょう、1967年10月14日 - ）は、日本の小説家。本名、田村浩一郎。

## 経歴
埼玉県生まれ。法政大学経営学部を卒業する。出版社勤務などを経て放送作家になる。その後、指定難病の潰瘍性大腸炎にかかり、闘病生活に入る。
2011年、退院後に初めて書き上げた時代小説「赤刃」で第6回小説現代長編新人賞を受賞する（応募時のペンネームは長浦縁真）。2012年、同作が刊行され、小説家デビューを果たす。「入院中に、命とは何か、生きるとは何かについて考えるようになり、それがきっかけで小説を書いた」との旨を述べている。日本そば店に勤務する傍ら、執筆を続けている。

## 受賞・候補歴
2011年
「赤刃」で第6回小説現代長編新人賞受賞。
2017年
『リボルバー・リリー』で第19回大藪春彦賞受賞。
2019年
『マーダーズ』で第2回細谷正充賞受賞。
2020年
『マーダーズ』で第73回日本推理作家協会賞長編および連作短編編集部門候補。
2021年
『アンダードッグス』で第164回直木三十五賞候補、第74回日本推理作家協会賞長編および連作短編集部門候補。
2023年
『プリンシパル』で第44回吉川英治文学新人賞候補、第76回日本推理作家協会賞長編及び連作短編集部門候補。
2024年
『1947』で第15回山田風太郎賞候補。

## ミステリ・ランキング
- 週刊文春ミステリーベスト10
  - 2016年 - 『リボルバー・リリー』12位[16]
  - 2022年 - 『プリンシパル』11位

- このミステリーがすごい!
  - 2017年 - 『リボルバー・リリー』6位
  - 2020年 - 『マーダーズ』14位
  - 2021年 - 『アンダードッグス』5位
  - 2023年 - 『プリンシパル』5位
  - 2025年 - 『1947』21位

- ミステリが読みたい!
  - 2017年 - 『リボルバー・リリー』3位
  - 2020年 - 『マーダーズ』6位
  - 2021年 - 『アンダードッグス』11位
  - 2023年 - 『プリンシパル』11位

## 作品リスト

### 単行本
- 『赤刃』（2012年1月 講談社 / 2015年11月 講談社文庫）
- 『リボルバー・リリー』（2016年4月 講談社 / 2019年3月 講談社文庫）
- 『マーダーズ』（2019年1月 講談社 / 2023年6月 講談社文庫）
- 『アンダードッグス』（2020年8月 KADOKAWA / 2023年9月 角川文庫）
  - 初出：『小説 野性時代』2019年2月号 - 12月号（連載時タイトル「ルーザーズ1997」）
- 『アキレウスの背中』（2022年2月 文藝春秋 / 2024年9月 文春文庫）
  - 初出：『別冊文藝春秋』2020年9月号 - 2021年7月号
- 『プリンシパル』（2022年7月 新潮社 / 2025年2月 新潮文庫）
  - 初出：『小説新潮』2019年12月号 - 2020年11月号
- 『アンリアル』（2023年6月 講談社）
  - 初出：『小説現代』2020年4月号 - 2021年4月号（連載時タイトル「NOC 緋色の記憶」）
- 『1947』（2024年1月 光文社）
  - 初出：『ジャーロ』No.74–88（2021年1月 - 2023年5月、全13回）
- 『シスター・レイ』（2025年3月 KADOKAWA）
  - 初出：『小説 野性時代』2023年1月号 - 2025年1月号

### アンソロジー収録作品
- 「冥土の契り」 - 『決戦！ 忠臣蔵』（2017年3月 講談社）収録
- 「シスター・レイ」 - 『警官の道』（2021年12月 KADOKAWA / 2023年12月 角川文庫）収録
  - 初出：『小説 野性時代 特別編集』2022年冬号

### 未書籍化作品
小説
- 「銀のジャンナ」 - 『小説推理』2023年1月号 - 2023年9月号
- 「NOC 緋色の追憶2」 - 『小説現代』2022年12月号 - 連載中
- 「ソリスタ」 - 『小説新潮』2024年1月号 - 2025年5月号

随筆
- 「卵とミルクと砂糖の小宇宙」 - 『別冊文藝春秋』2019年7月号

## 映像化作品

### 映画
- リボルバー・リリー（2023年8月11日公開、監督・行定勲、主演・綾瀬はるか）[17]